# 第5屆走鐘獎
第5屆走鐘獎（英語：5th Walk Bell John Awards，縮寫：5th WBJ），是2023年網路影音創作的年度盛事，專為YouTuber以及新媒體創作者所設立，今年由上班不要看主辦、Line Voom主力贊助，高雄市政府文化局場地協力，頒獎典禮於2023年10月14日在高雄流行音樂中心舉行。
為創造出更好、更豐富的走鐘獎，本屆首次創立走鐘獎執行委員會，邀請創作者與產業人士們共同參與，也為評審團組成及評審機制建立更完善的標準，同時也將成為往後走鐘獎評審的執行方針。

## 典禮資訊

### 播出平台
本屆星光大道與頒獎典禮仿效三金頒典禮模式，於走鐘獎YouTube頻道直播。

### 主題
主辦人之一呱吉公布本屆走鐘獎主題為「轉大人」，並表示「我們這次要搞些冒險的事，就像是我們第一次辦走鐘獎那樣」「在那個兵荒馬亂電光火石的瞬間，我想到的就是這走了五年的頒獎典禮，應該要從模仿三金（金馬獎、金曲獎、金鐘獎）走出自己的一條路」。

### 授予對象
在台灣註冊之新媒體創作者，發布影片必須在YouTube、Facebook、Instagram、Twitch、LINE VOOM之一平台。

### 入圍
「潛力新星獎」、「年度個人創作者獎」及「年度團體創作者獎」的評分包含評審評分與觀眾票選兩部分，觀眾票選於2023年8月7日至2023年8月21日進行。
本屆共計2350件投稿作品，600個以上的頻道參與徵件，由60位初選評審評選後進複審，再經24位決選評審經過縝密審查與開會，才討論出最後31個獎項的入圍名單。

### 變革
- 前四屆走鐘獎場地皆在台北市，本屆頒獎典禮首度移師南台灣，將於位在高雄的高雄流行音樂中心舉辦[7]。
- 首次舉辦市集活動「2023 走鐘獎Ｘ有趣市集」，將在高雄流行音樂中心外面的海風廣場舉辦。此次活動與Funtasty 有趣市集 （页面存档备份，存于）合辦，攤商營業時間為14:00至21:00[8]。

### 獎項更動
- 「最佳短影片獎」分成「最佳娛樂短影片獎」、「最佳情報短影片獎」與「最佳音樂短影片獎」
- 「年度男創作者獎」與「年度女創作者獎」兩項個人獎項合併為「年度個人創作者獎」，並新增「年度團體創作者獎」[9]
- 取消「OPEN獎」，併入「生活風格獎」
- 取消「最佳MV獎」，主辦單位將音樂類別獎項調整至走音獎橋段內
- 取消「好好聽音樂獎」，主辦單位將此獎項調整至走音獎之「心流鑰匙獎」
- 主辦單位在典禮進行一半時突然宣布頒發走音獎，共設有四個獎項，分別為「愛愛BGM獎」、「至尊舞曲獎」、「Emo靈藥獎」、「心流鑰匙獎」，其中「心流鑰匙獎」由綾宇集樂 （页面存档备份，存于）贊助[10]。

### 贊助
Line Voom、高雄市政府文化局、星坊酒業、梗圖黃牌、77健享滋味、歐維氏巧克力、巧菲斯、犀牛盾、PressPlay、Dr.情趣、GARMMA 永橙、CheersEX 強氣泡水、芝司樂、德瑞克名床、聯上集團 Hotel Dua、AirealLand 年零、跌破眼鏡、UNOCHA 烏弄原茶、祥濱辦桌、creammm.t、高雄漢來大飯店、臺虎精釀、R-20 日本對子哈特、綾宇集樂、SUZUKI、乘益運能

## 走鐘獎執行委員會委員名單
- 6tan
- Dcard Akimo
- 千千
- 百靈果
- 阿滴
- 呱吉
- 黃氏兄弟

以字母及筆畫順序排列

## 評審團名單
| - cheap - DJ Hauer - Isabel Lin - Onion Man - Adam - Russell Huang - Zoe Peng - 中指通 - 台灣通勤第一品牌 - 好味小姐 - 肉比頭 ZoeBitalk - 志祺七七 | - 烏鴉 - 張嘉玲 - 陳思傑 - 魚乾 - 啾啾鞋 - 華天灝 - 黃氏兄弟 - 超認真少年 - 賈文青德仔 - 電商人妻 - 蔡定洋（肥肥） - 謝乾 |

共 24 位，以字母及筆畫順序排列

## 入圍暨得獎者名單
第5屆走鐘獎提名名單於2023年9月1日晚上8點在走鐘獎官方YouTube頻道由走鐘獎執行委員會委員呱吉透過直播 （页面存档备份，存于）公布。獲得提名最多的是共入圍9項的阿翰po影片，其次是入圍6項的Joeman以及志祺七七 X 圖文不符。今年首度有傳統媒體入圍，TVBS NEWS入圍2項，由三立電視與MTV製作的《大嘻哈時代2》入圍4項。

### 第0屆走音獎

#### 心流鑰匙獎
本次「心流鑰匙獎」由綾宇集樂 （页面存档备份，存于）贊助

## 多項提名與得獎統計

### 多項提名
以頻道名義計算，列出2項或以上入圍者
| 提名數 | 頻道                          | 提名獎項 |
| ------ | ----------------------------- | --- |
| 9      | 阿翰po影片                    | 年度最佳影片獎、年度個人創作者獎、最佳娛樂短影片獎、最佳戲劇獎、最佳導演獎、最佳攝影獎、最佳剪輯獎、最會feat.獎、無情工商獎 |
| 6      | 志祺七七 X 圖文不符           | 年度最佳影片獎、年度個人創作者獎、最佳節目獎、最佳製作人獎、最佳影響力獎、金頭腦獎                                          |
| 6      | Joeman                        | 最佳節目獎、最佳製作人獎、最佳紀錄片獎、最會feat.獎、以食為天獎、可以色色獎                                                 |
| 5      | HahaTai 哈哈台                | 年度最佳影片獎、最佳導演獎、最佳影響力獎、最佳紀錄片獎、訪到心坎獎                                                          |
| 5      | J-Bao賤葆                     | 年度團體創作者獎、最佳導演獎、親手做的獎、無情工商獎、哈哈哈哈獎                                                            |
| 4      | Dcard Video                   | 年度團體創作者獎、最佳製作人獎、最佳剪輯獎、訪到心坎獎                                                                      |
| 4      | 大嘻哈時代 The Rappers        | 年度最佳影片獎、最佳節目獎、最佳攝影獎、最佳剪輯獎                                                                          |
| 4      | 臺灣吧Taiwan Bar              | 年度最佳影片獎、最佳製作人獎、最佳動畫獎、最佳紀錄片獎                                                                      |
| 4      | 上班不要看 NSFW               | 最佳節目獎、親手做的獎、無情工商獎、哈哈哈哈獎                                                                              |
| 4      | Namewee                       | 最佳剪輯獎、最會feat.獎、訪到心坎獎、可以色色獎                                                                             |
| 4      | 小尾巴                        | 潛力新星獎、最佳音樂短影片獎、最佳情報短影片獎、無情工商獎                                                                  |
| 3      | 這群人TGOP                    | 年度最佳影片獎、年度團體創作者獎、最佳戲劇獎                                                                                |
| 3      | Zoebitalk肉比頭               | 年度團體創作者獎、最佳情報短影片獎、最佳製作人獎                                                                            |
| 3      | 黃小潔Jerry                   | 年度個人創作者獎、親手做的獎、有夠烙賽獎                                                                                    |
| 3      | Hook                          | 年度個人創作者獎、說走就走獎、有夠烙賽獎                                                                                    |
| 3      | The DoDo Men - 嘟嘟人         | 最佳紀錄片獎、說走就走獎、運動健身獎                                                                                        |
| 3      | 又仁                          | 最佳戲劇獎、最佳攝影獎、無情工商獎                                                                                          |
| 3      | 啾啾鞋                        | 最佳情報短影片獎、金頭腦獎、生活風格獎                                                                                      |
| 2      | 蔡阿嘎                        | 年度最佳影片獎、年度個人創作者獎                                                                                            |
| 2      | 好味小姐腦波弱                | 年度團體創作者獎、親手做的獎                                                                                                |
| 2      | 許伯&簡芝—倉鼠人              | 年度團體創作者獎、吉祥物獎                                                                                                  |
| 2      | 好味小姐 Lady Flavor          | 年度個人創作者獎、生活風格獎                                                                                                |
| 2      | 營養健身葛格Peeta             | 最佳節目獎、運動健身獎 |
| 2      | 美麗本人                      | 最佳導演獎、最佳攝影獎 |
| 2      | HowFun                        | 最佳導演獎、一級玩家獎 |
| 2      | CJ午夜場                      | 最佳攝影獎、最佳動畫獎 |
| 2      | SBD Taiwan 邱個               | 最佳剪輯獎、運動健身獎 |
| 2      | TVBS News                     | 最佳影響力獎、金頭腦獎 |
| 2      | 呼麻街 WHOJUANA STREET        | 潛力新星獎、哈哈哈哈獎 |
| 2      | 三原JAPAN Sanyuan JAPAN       | 訪到心坎獎、可以色色獎 |
| 2      | 超認真少年Imserious           | 最會feat.獎、無情工商獎 |
| 2      | 臺灣蟻窟AntsFormosa           | 生命貢獻獎、吉祥物獎 |
| 2      | 旅遊真臺灣 Lena & Patrick     | 有夠烙賽獎、生命貢獻獎 |
| 2      | 昆蟲擾西吳沁婕Dee the bugbuff | 吉祥物獎、生活風格獎 |

### 得獎統計
| 得獎數量 | 頻道                      | 得獎獎項                     |
| -------- | ------------------------- | ---------------------------- |
| 2        | 阿翰po影片                | 最佳戲劇獎、最佳娛樂短影片獎 |
| 2        | HahaTai 哈哈台            | 最佳紀錄片獎、年度最佳影片獎 |
| 2        | HOOK                      | 說走就走獎、年度個人創作者獎 |
| 1        | 歐耶老師                  | 哈哈哈哈獎                   |
| 1        | Onion Man                 | 有夠烙賽獎                   |
| 1        | GINA HELLO                | 生活風格獎                   |
| 1        | 胡子Huzi                  | 親手做的獎                   |
| 1        | 黑皮                      | 金頭腦獎                     |
| 1        | 許伯&簡芝—倉鼠人          | 吉祥物獎                     |
| 1        | 放火 Louis                | 最會 feat. 獎                |
| 1        | 營養健身Peeta葛格         | 運動健身獎                   |
| 1        | 三原JAPAN Sanyuan JAPAN   | 訪到心坎獎                   |
| 1        | joeman                    | 可以色色獎                   |
| 1        | 小柯                      | 一級玩家獎                   |
| 1        | 王男の交通日常            | 生命貢獻獎                   |
| 1        | 小尾巴                    | 無情工商獎                   |
| 1        | 阿臉呷跨賣                | 以食為天獎                   |
| 1        | HowFun                    | 最佳導演獎                   |
| 1        | 臺灣吧 Taiwan Bar         | 最佳製作人獎                 |
| 1        | 美麗本人                  | 最佳攝影獎                   |
| 1        | SBD Taiwan 邱個           | 最佳剪輯獎                   |
| 1        | 床編故事 Bad Time Stories | 最佳動畫獎                   |
| 1        | 大嘻哈時代 The Rappers    | 最佳節目獎                   |
| 1        | This is Ken               | 最佳情報短影片獎             |
| 1        | Zoe衛柔伊                 | 最佳音樂短影片獎             |
| 1        | TVBS NEWS                 | 最佳影響力獎                 |
| 1        | 有特色的帥哥              | 潛力新星獎                   |
| 1        | 好味小姐腦波弱            | 年度團體創作者獎             |

## 頒獎和表演嘉賓

### 頒獎嘉賓（按出場順序排列）
| 姓名                   | 頒獎                                                 |
| ---------------------- | ---------------------------------------------------- |
| 阿翰、白癡公主         | 哈哈哈哈獎、有夠烙賽獎、生活風格獎                   |
| 賀瓏                   | 親手做的獎、金頭腦獎、吉祥物獎                       |
| 木曜4超玩              | 最會feat.獎、運動健身獎、訪到心坎獎                  |
| 河北彩花、中指通       | 可以色色獎                                           |
| 美麗本人、昌璟翔       | 一級玩家獎、生命貢獻獎                               |
| 邱個、范琪斐           | 無情工商獎、說走就走獎、以食為天獎                   |
| cheap、薔薔            | 最佳導演獎、最佳製作人獎                             |
| 李毅誠、邱威傑、迪拉胖 | 走音獎：愛愛BGM獎、至尊舞曲獎、EMO靈藥獎、心流鑰匙獎 |
| Fred、大蛇丸           | 最佳攝影獎、最佳剪輯獎、最佳動畫獎                   |
| 賤葆、Onion Man        | 最佳紀錄片獎、最佳戲劇獎、最佳節目獎                 |
| 黃氏兄弟               | 最佳娛樂短影片獎、最佳情報短影片獎、最佳音樂短影片獎 |
| 黑龍、好味小姐         | 最佳影響力獎、年度最佳影片獎                         |
| 七月半                 | 潛力新星獎、年度個人創作者獎、年度團體創作者獎       |

### 現場表演（按出場順序排列）
| 姓名                             | 角色   | 表演内容 |
| -------------------------------- | ------ | -------- |
| Leo王、雷擎、雲端司機 CLOUDRIVER | 表演者 | 開場表演 |
| 曾博恩                           | 表演者 | 初經     |

## 外部連結
- 走鐘獎官方網站 （页面存档备份，存于）
- YouTube上的走鐘獎頻道（繁體中文）
- 走鐘獎的Facebook專頁（繁體中文）
- 走鐘獎的Instagram帳戶